# Kirby Air Ride
Kirby Air Ride, conocido en Japón como Kirby no Air Ride (カービィのエアライド Kābī no Ea Raido?), es un videojuego de carreras desarrollado por HAL Laboratory y publicado por Nintendo para la videoconsola GameCube protagonizado por Kirby, uno de los personajes de HAL. Fue publicado en primer lugar en Japón el 11 de julio de 2003, y fue posteriormente publicado en América del Norte el 13 de octubre de 2003 y en Europa el 20 de febrero de 2004.
Kirby Air Ride tiene a los jugadores y corredores controlados por ordenador en máquinas que flotan sobre el aire. Kirby Air Ride admite hasta cuatro jugadores y fue el primer título de GameCube en soportar juego a través de LAN usando adaptadores de banda ancha y hasta cuatro sistemas GameCube. Fue el único juego para esta consola donde Kirby es el protagonista obligatoriamente.
Masahiro Sakurai, el diseñador de juegos detrás de la mayoría de los juegos de Kirby, renunció a su posición en HAL Laboratory sólo días después de dar una entrevista en la que criticaba abiertamente a Nintendo por circunstancias que rodeaban al desarrollo de Kirby Air Ride.

## Modos de Juego
El juego cuenta con tres modos de juegos. Estos son "Air Ride", "Top Ride" y "City Trial". En el primero uno debe dar una cantidad determinada de vueltas(dependiendo de la pista) para ganarle a tus adversarios, es decir, la temática común de los juegos de carreras. El segundo modo es similar al primero, pero esta vez vemos la pista desde una perspectiva superior. También los poderes son algo más alocados y las pistas son más pequeñas. En el tercer modo nos situamos en una especie de ciudad-isla en la que debemos recolectar mejoras para nuestra nave antes que el tiempo se agote. Una vez acabado el tiempo debemos completar un minijuego elegido al azar.